# Марципоремба
Марципоремба (пол. Marcyporęba) — село в Польщі, у гміні Бжезьниця Вадовицького повіту Малопольського воєводства.
Населення — 994 особи (2011).

## Історія
У 1975-1998 роках село належало до Бельського воєводства, підпорядковувалося районній адміністрації у Вадовицях.

## Демографія
Демографічна структура станом на 31 березня 2011 року:
|          | Загалом | Допрацездатний вік | Працездатний вік | Постпрацездатний вік |
| -------- | ------- | ------------------ | ---------------- | -------------------- |
| Чоловіки | 489     | 111                | 332              | 46                   |
| Жінки    | 505     | 109                | 274              | 122                  |
| Разом    | 994     | 220                | 606              | 168                  |